# إد كارول
إد كارول (بالإنجليزية: Ed Carroll) هو لاعب كرة قاعدة أمريكي، ولد في 27 يوليو 1907 في بالتيمور في الولايات المتحدة، وتوفي في 13 أكتوبر 1984 في روسفيل في الولايات المتحدة.

## وصلات خارجية
- إد كارول على موقعبيزبول رفرنس.كوم (الدوري الرئيسي) (الإنجليزية)
- إد كارول على موقع جمعية أبحاث البيسبول الأمريكية (الإنجليزية)